# Hanns-Werner Heister
Hanns-Werner Heister (* 14. Juni 1946 in Plochingen, Baden-Württemberg) ist ein deutscher Musikwissenschaftler.

## Leben und Wirken
Hanns-Werner Heister studierte Musikwissenschaft, Germanistik und Linguistik in Tübingen, Frankfurt a. M. und Berlin. Er promovierte 1977 in Berlin über die Ästhetik, Soziologie und Geschichte der Institution Konzert und habilitierte sich 1993 an der Universität Oldenburg mit Studien zur Musik-Analyse. 
1971 bis 1992 arbeitete er als freiberuflicher Musikpublizist für verschiedene Rundfunkanstalten, Zeitungen und Zeitschriften. Nach zahlreichen Lehraufträgen und Gastprofessuren (u. a. in Berlin, Hamburg, Dresden, Weimar und Wien) war er von 1992 bis 1998 Professor für Musikgeschichte und Musikkommunikation in Dresden und 1998 bis zu seiner Emeritierung 2011 in Hamburg Professor für Musikwissenschaft. 
Er ist Mitherausgeber des seit 1992 als Loseblattsammlung erscheinenden Lexikons Komponisten der Gegenwart. Seit 1995 ist er gewähltes Mitglied der Gelehrtengesellschaft Leibniz-Sozietät der Wissenschaften zu Berlin.
Er ist verheiratet und hat fünf Kinder.

### Forschung
Seine weitgefächerte Forschung hat ihr Zentrum in einer herrschafts- und gesellschaftskritischen Analyse von Musik und Musikkultur und lässt sich vier Themenfeldern zuordnen:
- Musiksoziologische Fragestellung: Musik in der gesellschaftlichen Wirklichkeit, sowohl in der Gegenwart als auch in der Geschichte (seit 1970; programmatisch Musikwissenschaft als Sozialwissenschaft beim Internationalen Musikwissenschaftlichen Kongress Bonn 1970). Schwerpunkte sind Medien/Institutionen wie das Konzert oder die Musikbox, Hintergrundmusik, Klangökologie, Freiluftmusik, Musik während des Nazismus, im Widerstand und im Exil.
- Musikästhetische Fragestellung: Soziale wie natürliche Wirklichkeit in der Musik. Im Zentrum steht hier Musik als spezifische Sprache. Einen ersten Schwerpunkt bildet dabei politische Musik, in der sich der bewusste Bezug auf Gesellschaft verdichtet. Weitere Schwerpunkte sind die Kombination der Musik mit anderen Künsten, Oper und Musiktheater sowie Musik und Bildende Kunst und schließlich Gesamtkunstwerk-Aspekte und Elemente der Künste. Zum Themenfeld Musik-Sprache gehört auch das Mathematische, intensiver seit 2001 erforscht; es dient neben der Bedeutung für Strukturelles stets auch der Vertiefung und Erweiterung der musikalischen Semantik. Für eine Theorie der Ähnlichkeit und eine Präzisierung von Unschärfen zieht Heister seit 2009 auch die Fuzzy-Logik mit heran.
- Musik-kulturgeographische („musikethnologische“) Fragestellung: Musik in ihrer globalen kulturellen und idiomatischen Differenzierung. Ausgangspunkt war hier das Interesse am Neuen, Anderen, Ungewöhnlichen, Fremden; wissenschaftliche Beschäftigung mit Jazz (seit 1978), lateinamerikanischer Musik (seit 1984) und Isang Yun (seit 1987), Improvisation (seit 2008).
- Musikanthropologische Fragestellung: Musik und menschliche Natur / menschliche Natur in der Musik (seit 1984). Schwerpunkte sind hier Anfänge der Musik, Entstehung der Kunst, Musik und menschliche Sinne (konkretisiert im Konzept der 'Mimetischen Zeremonie'). Seit 2005 bezieht Heister hier verstärkt auch die Psychoanalyse ein.

## Publikationen (Auswahl)
Autor
- Das Konzert. Theorie einer Kulturform. 2 Bände. Verlag F. Noetzel, Wilhelmshaven 1983.
- Jazz. Bärenreiter-Verlag, Kassel u. a. 1983.
- Vom allgemeingültigen Neuen. Analysen engagierter Musik: Dessau, Eisler, Ginastera, Hartmann. Hrsg. von Thomas Phleps und Wieland Reich. Pfau-Verlag, Saarbrücken 2006.
- (mit Ines Gellrich, Photographien): Un/Endlichkeit. Begegnungen mit György Ligeti. Modo-Verlag. Freiburg i. Br. 2008.
- Hintergrund Klangkunst. Ein Beitrag zur akustischen Ökologie. edition neue zeitschrift für musik, hrsg. Rolf W. Stoll. Verlag Schott Music, Mainz 2010.
- Music and Fuzzy Logic. The Dialectics of Ideas and Realizations in the Artwork Process (= Studies in Fuzziness and Soft Computing. Hrsg. J. Kaprzyk, Vol. 406) Springer Verlag, Berlin / Heidelberg 2021.

Herausgeber
- [Nachlaß-Edition] Harry Goldschmidt: Das Wort in instrumentaler Musik: Die Ritornelle in Schuberts Winterreise. Von Bockel-Verlag, Hamburg 1996 (= Zwischen/Töne. Musik und andere Künste, Bd. 1).
- [Nachlaß-Edition]: Harry Goldschmidt: Das Wort in Beethovens Instrumentalbegleitung (= Beethoven-Studien. III). Verlag Böhlau Köln u. a. 1999 (= Europäische Kulturstudien, Bd. 9)
- Musik/Revolution. 3 Bände. Von Bockel-Verlag, Hamburg 1996/1997.
- „Entartete Musik“ 1938 – Weimar und die Ambivalenz. 2 Bände. Pfau-Verlag, Saarbrücken 2001.
- Charles Ives, 1874–1954. Amerikanischer Pionier der Neuen Musik.¸ Trier 2004 (= Atlantische Texte. Bd. 23)
- Geschichte der Musik im 20. Jahrhundert. Bd. III: 1945–1975. Laaber-Verlag, Laaber 2005
- Zur Ambivalenz der Moderne. (Reihe Musik/Gesellschaft/Geschichte) 4 Bände. Bd. 1 2005; Bd. 2–4 2007. Weidler Buchverlag, Berlin.
- Schichten, Geschichte, System. Geologische Metaphern und Denkformen in den Kunstwissenschaften (= Reihe Zwischen/Töne, neue Folge, Bd. 6). Weidler Buchverlag, Berlin 2016.
- Die Ehrenmitglieder der Staatstheater Stuttgart 1912–2018. Theatergeschichte in Portraits. Kohlhammer Verlag, Stuttgart 2018.

Mitherausgeber
- mit H. G. Klein: Musik und Musikpolitik im faschistischen Deutschland. Fischer Taschenbuch, Frankfurt a. M. 1984.
- mit W.-W. Sparrer: Der Komponist Isang Yun. München 1987; 2. erw. Aufl.: Verlag text+kritik, München 1997.
- mit W.-W. Sparrer: Komponisten der Gegenwart (Loseblatt-Lexikon, seit 1992, bis Febr. 2021 68 Lieferungen). Verlag text+kritik, München.
- mit K. Heister-Grech u. G. Scheit: Zwischen Aufklärung & Kulturindustrie. 3 Bände. Von Bockel-Verlag, Hamburg 1993.
- (mit Hanjo Polk: Bewegtes und Bewegendes. Der Motiv-Begriff in Künsten und Wissenschaften (Reihe Musik/Gesellschaft/Geschichte, Bd. 7). Weidler Buchverlag, Berlin 2017.

Herausgeber Buchreihen
- Zwischen/Töne. Musik und andere Künste. Seit 1995 (Weidler Buchverlag Berlin)
- Musik/Gesellschaft/Geschichte. Seit 2005 (Weidler Buchverlag Berlin)

Mitherausgeber Buchreihen
- mit W. Hochstein: Musik und. Eine Schriftenreihe der Hochschule für Musik und Theater Hamburg. 3 Bde. Von Bockel-Verlag, Hamburg 2000; Neue Folge: 11 Bände, Weidler Buchverlag, Berlin 2001–2011.